# Heterolatzelia nivalis
Heterolatzelia nivalis är en mångfotingart som beskrevs av Karl Wilhelm Verhoeff 1897. Heterolatzelia nivalis ingår i släktet Heterolatzelia och familjen Heterolatzeliidae.

## Underarter
Arten delas in i följande underarter:
- H. n. absoloni
- H. n. rupivaga